# Ischnosiphon ovatus
Ischnosiphon ovatus é uma espécie de planta do gênero Ischnosiphon e da família Marantaceae. 

## Taxonomia
A espécie foi descrita em 1862 por Friedrich August Körnicke. 

## Forma de vida
É uma espécie terrícola e herbácea. 

## Descrição
| Caule                           | Caule       |
| ------------------------------- | ----------- |
| crescimento                     | rosulado    |
| ramificação                     | ausente     |
| Folha                           |             |
| forma                           | ovada       |
| simetria                        | simétrica   |
| Inflorescência                  |             |
| número de bractéolas por címula | 1           |
| Flor                            |             |
| cor das pétala                  | branca/rosa |
| cor do estaminódio externo      | branco      |

## Conservação
A espécie faz parte da Lista Vermelha das espécies ameaçadas do estado do Espírito Santo, no sudeste do Brasil. A lista foi publicada em 13 de junho de 2005 por intermédio do decreto estadual nº 1.499-R. 

## Distribuição
A espécie é encontrada nos estados brasileiros de Bahia, Espírito Santo, Minas Gerais, Paraná, Rio de Janeiro, Santa Catarina e São Paulo. 
A espécie é encontrada no domínio fitogeográfico de Mata Atlântica, em regiões com vegetação de floresta estacional semidecidual, floresta ombrófila pluvial, restinga e vegetação sobre afloramentos rochosos.